# Adama Siguiré
 (juin 2025).
La mise en forme du texte ne suit pas les recommandations de Wikipédia : il faut le « wikifier ».
Les points d'amélioration suivants sont les cas les plus fréquents. Le détail des points à revoir est peut-être précisé sur la page de discussion.
- Les titres sont pré-formatés par le logiciel. Ils ne sont ni en capitales, ni en gras.
- Le texte ne doit pas être écrit en capitales (les noms de famille non plus), ni en gras, ni en italique, ni en « petit »…
- Le gras n'est utilisé que pour surligner le titre de l'article dans l'introduction, une seule fois.
- L'italique est rarement utilisé : mots en langue étrangère, titres d'œuvres, noms de bateaux, etc.
- Les citations ne sont pas en italique mais en corps de texte normal. Elles sont entourées par des guillemets français : « et ».
- Les listes à puces sont à éviter, des paragraphes rédigés étant largement préférés. Les tableaux sont à réserver à la présentation de données structurées (résultats, etc.).
- Les appels de note de bas de page (petits chiffres en exposant, introduits par l'outil «  Source ») sont à placer entre la fin de phrase et le point final[comme ça].
- Les liens internes (vers d'autres articles de Wikipédia) sont à choisir avec parcimonie. Créez des liens vers des articles approfondissant le sujet. Les termes génériques sans rapport avec le sujet sont à éviter, ainsi que les répétitions de liens vers un même terme.
- Les liens externes sont à placer uniquement dans une section « Liens externes », à la fin de l'article. Ces liens sont à choisir avec parcimonie suivant les règles définies. Si un lien sert de source à l'article, son insertion dans le texte est à faire par les notes de bas de page.
- La présentation des références doit suivre les conventions bibliographiques. Il est recommandé d'utiliser les modèles {{Ouvrage}}, {{Chapitre}}, {{Article}}, {{Lien web}} et/ou {{Bibliographie}}. Le mode d'édition visuel peut mettre en forme automatiquement les références.
- Insérer une infobox (cadre d'informations à droite) n'est pas obligatoire pour parachever la mise en page.

Pour une aide détaillée, merci de consulter Aide:Wikification.
Si vous pensez que ces points ont été résolus, vous pouvez retirer ce bandeau et améliorer la mise en forme d'un autre article.
 (avril 2025).
Motif : en l'état HC WP:NPP n'est pas un élu au niveau national...
- Archive Wikiwix
- Bing
- Cairn
- DuckDuckGo
- E. Universalis
- Gallica
- Google
- G. Books
- G. News
- G. Scholar
- Persée
- Qwant
- (zh) Baidu
- (ru) Yandex
- (wd) trouver des œuvres sur Wikidata

| 1. | Préciser le motif de la pose du bandeau. | Précisez le motif de la pose du bandeau en utilisant la syntaxe suivante : {{admissibilité à vérifier\|date=juillet 2025\|motif=remplacez ce texte par le motif}}                  |
| 2. | Informer les utilisateurs concernés.     | Pensez à avertir le créateur de l'article, par exemple, en insérant le code ci-dessous sur sa page de discussion : {{subst:avertissement admissibilité à vérifier\|Adama Siguiré}} |

Adama Siguiré né le 31 décembre 1981 à Silga dans la région du Nord au Burkina Faso est un homme d’Etat Burkinabè.  Professeur des lycées et écrivain professionnel, il est le vice-président de la Commission Nationale de la Confédération de l’Alliance des Etats du Sahel (AES) chargé des questions de développement,. 

## Biographie

### Enfance & Etudes
Adama Siguiré naît à Silga dans la région du Nord du Burkina Faso. Il fréquente l’école primaire publique, puis le lycée Louis Pasteur de Bobo-Dioulasso. Après le Baccalauréat en 2009 en Lettre et Philosophe, Adama obtient le Certificat d’Aptitude Pédagogique (CAP) et enseigne à l’école primaire publique de Lantaga dans le Passoré. Il poursuit parallèlement les études supérieures jusqu’à l’obtention de la Licence en Philosophie à l’Université Ouaga 1 Joseph Ki-Zerbo. Puis le Master en Communication pour le développement à l’Université Libre du Faso, Ouagadougou. 

### Carrière
Depuis 2024, Adama Siguiré est un écrivain professionnel. Professeur de français, il enseigne dans les lycées et collèges. Il est aussi Consultant et formateur en relations humaines, en leadership et management des cellules sociales au cabinet CEPAS (Cabinet de l’écrivain professionnel Adama SIGUIRE). 

### Engagement
Adama Siguié est engagé dans la gouvernance politique au Burkina Faso depuis quelque temps,. Ses prises de positions sont médiatisés.  

## Distinction
2025 - Chevalier de l'Ordre de l'Etalon